# Fanny Hultman
Fanny Catharina Hultman, född 22 januari 1993, är en svensk musikproducent, låtskrivare och sångare. Hon verkar ibland och gör egen musik under artistnamnet F.N.Y.

## Biografi
Fanny Hultman läste estetiska programmet med inriktning musik på Tibble gymnasium och tog studenten 2012. Mellan 2015 och 2017 studerade hon vid Musikmakarna. Hon kom sedan in på ett låtskrivar-camp där hon skrev en låt som kom att bli hennes första stora släpp: låten skickades till Kygos management och släpptes senare med Ellie Goulding som feature.
Hultman har arbetat med svenska artister som Estraden, Miriam Bryant, Léon och Myra Granberg. Internationellt har hon även medverkat på låtar av Ellie Goulding, Kygo, Nina Nesbitt och Henry Moodie. År 2017 tilldelades hon Ted Gärdestadstipendiet. Samma år tilldelades hon Musikförläggarnas stipendium. Hultman nominerades till en Grammis 2021 och 2024 i kategorin Årets producent. 2024 nominerades hon även i P3 Gulds kategori Årets låtcitat med låten "VA?!" skriven tillsammans med Kerstin Ljungström och Louise Lennartsson. 2024 slöt hon ett globalt förlagsavtal med Warner Chappell.
Som soloartist släppte hon 2016 sin debut-EP 4april till 3juni som innehöll singeln "Duktig".
Hultman har ett förhållande med sångerskan Kerstin Ljungström som hon även skrivit musik tillsammans med.